# جامعه منتقدان فیلم هیوستون
جامعه منتقدان فیلم هیوستون (به انگلیسی: Houston Film Critics Society) یک سازمان غیرانتفاعی نقد فیلم در شهر هیوستون، ایالت تگزاس آمریکا است که در سال ۲۰۰۷ تأسیس شد. این گروه هر ساله جوایز فیلمی را برای «موفقیت خارق‌العاده در فیلمسازی» در موزه هنرهای زیبا به برندگان اعطا می‌کند. این سازمان شامل ۴۰ منتقد فیلم است که در مجله‌های چاپی، رادیو، تلویزیون و نشریه‌های اینترنتی منطقه بزرگ هیوستون فعالیت می‌کنند.